# Euxoa difficillima
Euxoa difficillima là một loài bướm đêm trong họ Noctuidae.